# Tiếng Awadh
Tiếng Awadh (Devanagari: अवधी) là một ngôn ngữ thuộc Ngữ chi Ấn-Arya nói ở miền Bắc Ấn Độ. Nó chủ yếu được nói trong vùng Awadh (Avadh) tại Uttar Pradesh, Ấn Độ ngày nay. Cái tên Awadh gắn liền với Ayodhya, một thành phố cổ, nơi được cho là nơi Śrī Rāma trong sử thi Ấn Độ giáo Ramayana.
Nó từng, cùng với Braj Bhasha, là một ngôn ngữ văn học trước khi bị tiếng Hindustan thế chỗ vào thế kỷ XIX.
Thứ tiếng này còn mang danh Pūrbī, nghĩa đen là miền đông.